# Werner Salevsky
Werner Salevsky   (Drebach, 23 de febrer de 1940 - Brackley, 7 de març de 1991) fou un pilot d'enduro alemany, Campió d'Europa en 250 cc el 1968. Com a membre de l'equip de la RDA guanyà el Trofeu als ISDE sis vegades entre 1963 i 1969. El seu germà petit, Dieter Salevsky, fou també Campió d'Europa d'enduro.
Werner Salevsky es va morir el 1991 en un accident de trànsit a l'autopista de Brackley, Northamptonshire, durant un viatge de negocis al Regne Unit. Al moment de la seva mort, era casat i tenia un fill i una filla. Al pati del castell de Wildeck, a Zschopau, hi ha una pedra commemorativa en honor seu i d'altres dos membres de l'equip de MZ també morts: Peter Uhlig (1940-1971) i Hans Weber (1941-1969).

## Trajectòria esportiva
Salevsky debutà l'any 1956 a la Rund um Zschopau. El 1959 esdevingué pilot de fàbrica de MZ, guanyant el Campionat de la RDA en la categoria de 175 cc i integrant, als ISDE, l'equip estatal al Vas. A partir de 1960 integrà l'equip del Trofeu en aquesta competició, aconseguint-hi excel·lents resultats durant anys: juntament amb Günter Baumann, Peter Uhlig, Hans Weber, Horst Lohr i Bernd Uhlmann guanyà per primer cop per a la RDA el Trofeu l'any 1963 a Špindleruv Mlýn, Txecoslovàquia. Repetí aquest triomf de 1964 a 1967 i el 1969 (el 1965 com a capità de l'equip).
Salevsky participava en diverses curses a l'estranger, fins i tot al desert dels EUA, practicant també el motocròs a més de l'enduro. Els anys 1961, 62 i 66 va guanyar l'Internationale Österreichische Alpenfahrt austríac, el 1966 la Valli Bergamasche i el 1965 i 1968, la Teterower Bergring Pokal.
Per problemes de salut hagué de retirar-se de la competició el 1972, dedicant-se als estudis i llicenciant-se en enginyeria mentre seguia treballant a MZ.